# Лаоська мова
Лао́ська мо́ва (лао-ісанська) — мова лао, офіційна мова Лаосу. Належить до числа тай-кадайських мов. Лаоською мовою розмовляють в Лаосі 3,5 млн осіб. Лаосці, що населяють північно-східні провінції Таїланду на правому березі річки Меконг (близько 20 млн осіб), також говорять на діалектах лаоської мови, які зазнали сильного впливу літературної тайської мови; на думку деяких дослідників, їх слід вважати скоріше діалектами тайської, а не лаоської.
Діалект лаоської мови поширений в історичному краю Таїланду Ісаан. Офіційний Бангкок визнає мову ісаан діалектом тайської, проте до 1970-х років вона називалася лаоською. Зміна у політиці відбулася після перетворення Лаосу на комуністичну країну. Остерігаючися сепаратизму, уряд Таїланду розпочав широку політику таїфікації населення, у тому числі перевівши лаоську мову на тайську абетку.